# Bund für Menschenrecht
Der Verein Bund für Menschenrecht (BfM) war eine Organisation von bisexuellen, homosexuellen und trans Frauen und Männern in der Zeit der Weimarer Republik.

## Geschichte und Sitz des Vereins
Im August 1920 wurde der Verein unter dem Namen Deutscher Freundschaftsverband (DFV) in Berlin gegründet. Am 11. Mai 1923 wurde der Vereinsname in Bund für Menschenrecht e. V. geändert.
Der Sitz des DFV war in Berlin-Kreuzberg. Zunächst befand sich das Vereinsbüro in der Alexandrinenstraße 8 beim Verlag Karl Schultz, der unter anderem die Zeitschrift Die Freundschaft herausgab, deren Redakteur Max Danielsen war. Als der Schultz-Verlag im Mai 1920 zum Planufer 5 umzog, zog der DFV mit und bekam  dort zwei Büroräume zur Verfügung gestellt. Ab Januar 1921 hatte die Geschäftsstelle des DFV die Privatadresse des Vorsitzenden Wilhelm Dillmann in der Brandenburgstraße 78/79 (heute: Lobeckstraße) in Berlin. Zum ersten Vorstand wurden 1920  Albert Eggert und Hans Schmainta gewählt. Erster Vereinssitz wurde 1920 die Große Frankfurter Straße 138 bei v. Saleski in Berlin-Friedrichshain.
Am 5. Dezember 1922 wurde auf einer Generalversammlung ein neuer Vorstand gewählt. Carl Terlicher wurde Erster Vorsitzender und Leopold Strehlow sein Stellvertreter. Schriftführer wurden Paul Weber, Sekretär aus Lichterfelde, und Else Kohl als erste Frau im Vorstand.
Am 11. Mai 1923 wurde der Verleger Friedrich Radszuweit (1876–1932) als Nachfolger von Carl Terlicher zum Vorsitzenden des Vereines gewählt. Vereinssitz des BfM wurde unter Radszuweits Vorsitz zunächst die Schliemannstraße 15 im Prenzlauer Berg, dann die Kaiser-Friedrichstraße in Pankow und von 1926 bis 1933 die Neue Jakobstraße 9 in Berlin-Mitte, wo ein eigener Buchladen des Vereins bestand.

Annonce des Kleist-Kasinos aus Das Freundschaftsblatt, Nr. 10, 1928

Logo der Zeitschrift Die Freundin

Radszuweit gab in seinem Verlag von 1923 bis 1933 die monatlich erscheinende Mitgliederzeitschrift Blätter für Menschenrecht und die wöchentlich erscheinende Zeitschrift Das Freundschaftsblatt heraus.
Die Zeitschrift Die Freundin, die vom Bund für Menschenrecht organisiert wurde, erschien von 1924 bis 1933 in Berlin und wurde ebenfalls im Verlag von Radszuweit gedruckt.
1924 schlossen sich die Veranstalterinnen Käthe Reinhardt und Lotte Hahm und kurze Zeit später die prominente Aktivistin der Lesbenbewegung Selli Engler dem Verein an.
Im März 1925 wurde in Berlin der Deutsche Freundschaftsverband als Abspaltung vom BfM durch Unzufriedene und Ausgeschlossene neugegründet. Neben dem Wissenschaftlich-humanitären Komitee (WhK) von Magnus Hirschfeld mit dem Jahrbuch für sexuelle Zwischenstufen, der Zeitschrift Die Freundschaft vom Verleger Karl Schultz und der Zeitschrift Der Eigene von der Organisation „Gemeinschaft der Eigenen“ unter Adolf Brand beherrschten diese beiden Organisationen insbesondere durch die angeschlossenen Verlage, in denen zahlreiche schwule und lesbische Zeitschriften erschienen, in den 1920er und frühen 1930er Jahren die Diskurse der ersten Homosexuellenbewegung in Deutschland.
Der Verein hatte in den Jahren der Weimarer Republik nach eigenen Angaben fast 50.000 Mitglieder. Der damals zweitgrößte homosexuelle literarische Verein, die „Gemeinschaft der Eigenen“ von Adolf Brand, kam auf rund 2.000 bis 3.000 Mitglieder.
Nach dem Tode Friedrich Radszuweits im Jahre 1932 wurde Paul Weber am 17. September 1932 dessen Nachfolger. Weber beantragte am 9. November 1934 die Löschung des Vereins und gab als Grund an, dass es nur noch drei eingeschriebene Mitglieder gebe. Am 6. Januar 1936 wurde der Bund für Menschenrecht offiziell im Vereinsregister gelöscht.

## Ziele/Ideale
Der Verein setzte sich für die Rechte homosexueller Menschen ein und forderte die Abschaffung des § 175, was aber in den Jahren der Weimarer Republik letztlich nicht gelang. Verschiedene Publikationen des Vereines dienten der Information über die Situation bi- und homosexueller Menschen sowie der Unterhaltung der Mitglieder.